# NGC 3303
NGC 3303 is een spiraalvormig sterrenstelsel in het sterrenbeeld Leeuw. Het hemelobject werd op 21 maart 1784 ontdekt door de Duits-Britse astronoom William Herschel.

## Synoniemen
- UGC 5773
- MCG 3-27-66
- ZWG 94.96
- KCPG 240A
- Arp 192
- VV 71
- PGC 31508